# Scatterometer

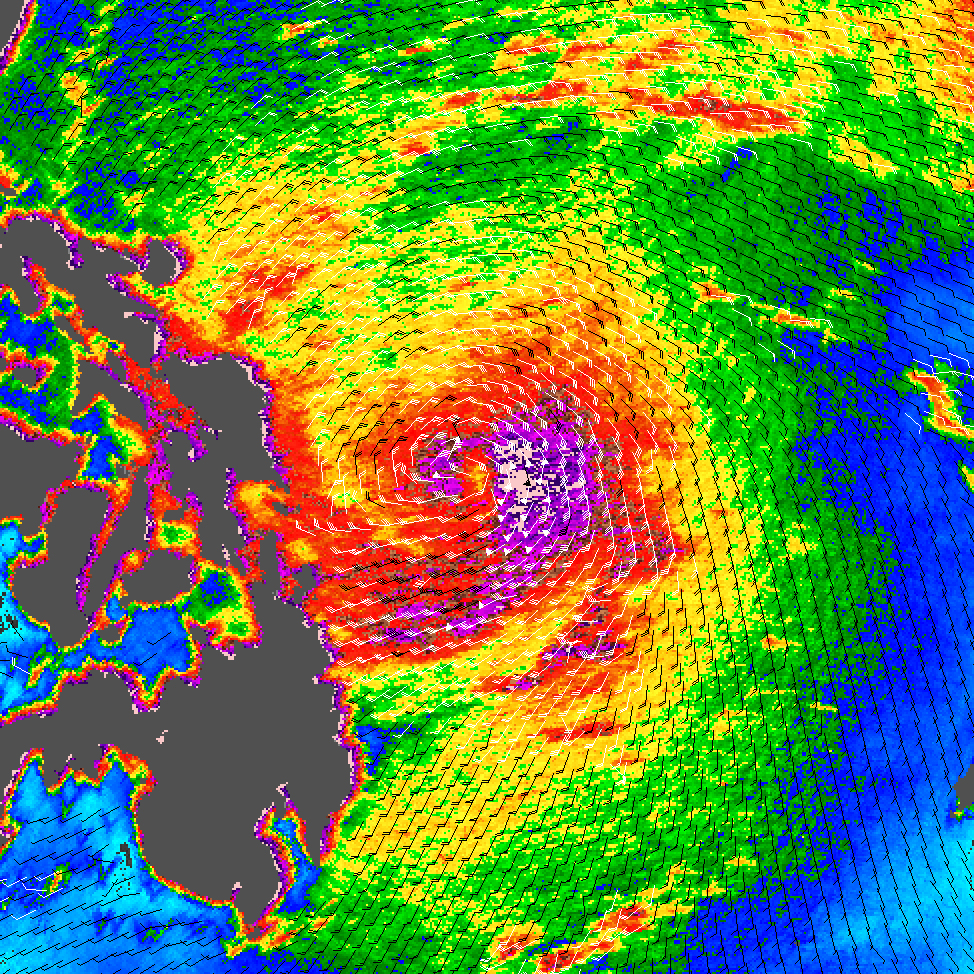
Beeld van de Tyfoon Chanchu, gemaakt door een scatterometer

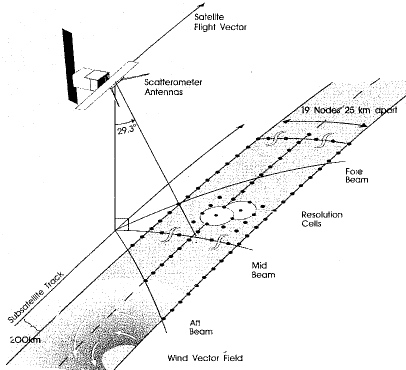
Schematische werking van een scatterometer

Een scatterometer is een radarinstrument op een weersatelliet dat windsnelheid en -richting meet boven wateroppervlakken.
De radarbundel interfereert met cm-golfjes op het zeeoppervlak die geforceerd worden door de lokale windsnelheid en -richting. De windinformatie betreft gemiddelden over een gebied van 25 tot 100 km, afhankelijk van het instrument en de verwerking van de gegevens. Lokale maximale snelheden in stormen en cyclonen zijn vaak een factor twee groter dan de gemeten gebiedsgemiddelde waarden. De scatterometer is ook van nut voor zowel land- als zee-ijs, waar het respectievelijk bodemvocht en de ijsconditie bepaalt.